# One Shot 1984
One Shot 1984 - Le più belle canzoni dell'anno! è la quinta raccolta di canzoni degli anni '80, pubblicata in Italia dalla Universal Music Italia srl su CD (catalogo 024 9 83417 2) nel 2005, appartenente alla serie One Shot 'aaaa', che fa parte della più vasta collana denominata One Shot.

## Il disco
Raggiunge la posizione numero 17 nella classifica degli album in Italia, risultando il 185° più venduto durante il 2005.
Le versioni proposte sono tutte rimasterizzazioni digitali a 24 bit delle edizioni originali.

## Tracce
Il primo è l'anno di pubblicazione del singolo, il secondo quello dell'album; altrimenti coincidono.

### CD 1
1. Mike Oldfield – Moonlight Shadow – 3:34 (Mike Oldfield) – 1983
2. Alphaville – Big in Japan (album version) – 4:45 (testo: Marian Gold – musica: Marian Gold, Bernhard Lloyd, Frank Mertens) – 1984
3. King – Love & Pride – 3:20 (Paul King, Mick Roberts) – 1984
4. Mike Francis – Survivor – 4:14 (Francesco Puccioni) – 1983, 1984
5. Eurythmics – Here Comes the Rain Again (album version) – 4:53 (Annie Lennox, Dave Stewart) – 1984, 1983
6. Propaganda – Duel (album version) – 4:47 (Ralf Dörper, Michael Mertens, Claudia Brücken, Susanne Freytag) – 1985
7. Wang Chung – Dance Hall Days – 3:59 (testo: Jack Hues – musica: Nick Feldman, Darren Costin) – 1983
8. Tears for Fears – Shout (album version) – 6:30 (Roland Orzabal, Ian Stanley) – 1984, 1985
9. Murray Head – One Night in Bangkok (single version) – 3:53 (testo: Tim Rice – musica: Björn Ulvaeus, Benny Andersson) – 1984
10. Van Halen – Jump – 4:03 (Eddie van Halen, Alex van Halen, David Lee Roth) – 1983, 1984
11. Prince – When Doves Cry (single version) – 3:48 (Prince Rogers Nelson) – 1984
12. Philip Bailey – Walking on the Chinese Wall – 5:00 (Roxanne Seeman, Billie Hughes) – 1985, 1984
13. Gino Vannelli – Black Cars – 3:09 (Gino Vannelli, Roy Freedland) – 1985
14. Opus – Live Is Life – 4:13 (testo: Ewald Pfleger – musica: Opus, Peter Niklas Gruber) – 1985, 1984
15. Alison Moyet – Love Resurrection – 3:51 (Alison Moyet, Steve Jolley, Tony Swain) – 1984
16. Nik Kershaw – Wouldn't It Be Good – 4:31 (Nicholas David Kershaw) – 1984
17. Dan Hartman – I Can Dream About You (nel film 'Streets of Fire') – 4:11 (Daniel Hartman) – 1984
18. Jim Diamond – I Should Have Known Better – 4:05 (Jim Diamond, Graham Lyle) – 1984

Durata totale: 76:46

### CD 2
1. Harold Faltermeyer – Axel F (da Beverly Hills Cop) – 3:00 (musica: Harold Faltermeyer) – 1984, instrumental, single version
2. Limahl – The NeverEnding Story (da La storia infinita) – 3:25 (testo: Keith Forsey – musica: Giorgio Moroder) – 1984, single version
3. Kenny Loggins – Footloose (da Footloose) – 3:46 (Kenneth Loggins, Dean Pitchford) – 1984
4. INXS – Original Sin (album version) – 5:18 (Andrew Farriss, Michael Hutchence) – 1983, 1984
5. Talk Talk – Such a Shame (album version) – 5:41 (Mark Hollis) – 1984
6. Bronski Beat – Smalltown Boy (album version) – 4:59 (Jimmy Somerville, Steve Bronski, Larry Steinbachek) – 1984
7. The Psychedelic Furs – Heaven – 3:26 (Tim Butler, Richard Butler) – 1984
8. Russ Ballard – Voices (edited album version) – 5:18 (Russell Glyn Ballard) – 1984
9. Bonnie Tyler – Holding Out for a Hero (da Footloose) – 4:22 (testo: Dean Pitchford – musica: Jim Steinman) – 1984, single version
10. Daryl Hall & John Oates – Out of Touch (album version) – 4:08 (Daryl Hall, John Oates) – 1984
11. Spandau Ballet – I'll Fly for You (single version) – 5:10 (Gary Kemp) – 1984
12. Billy Ocean – Caribbean Queen (No More Love on the Run) – 4:06 (Billy Ocean, Keith Diamond) – 1984
13. Paul Young – Love of the Common People (single version) – 3:41 (Ronnie Wilkins, John Hurley) – 1983
14. Rockwell – Somebody's Watching Me (single version) – 3:58 (Kennedy William Gordy) – 1983, 1984
15. Matt Bianco – Sneaking Out the Back Door – 3:47 (Danny White, Mark Reilly) – 1984
16. Amii Stewart, Mike Francis – Friends – 4:47 (Mike Francis) – 1984, 1985
17. John Waite – Missing You – 3:55 (John Waite, Charles Sanford, Mark Leonard) – 1984
18. Band Aid – Do They Know It's Christmas? – 3:49 (Bob Geldof, Midge Ure) – 1984

Durata totale: 76:36